# UAIOE
UAIOE – czwarty album studyjny niemieckiego zespołu industrialnego KMFDM, wydany w 1989 roku. Album rozpoczął tradycję nadawania albumom pięcioliterowych tytułów, aż do czasu wydania Hau Ruck w 2005 roku. Został nagrany w Hamburgu w M.O.B. Studios.

## Opis
Album UAIOE został nagrany i wydany w 1989 roku. Charakteryzuje się nieco częstszym użyciem gitar i innych instrumentów niż w poprzednich albumach przesuwając zespół pomału w kierunku standardowego rocka industrialnego; piosenki More & Faster 243 i Rip the System (Duck & Cover Mix) są pierwszymi klasycznymi piosenkami zespołu i mają wydźwięk polityczny i rewolucyjno-populistyczny. Na utworach w UAIOE pojawiają się też coraz częściej żeńskie wokale w tle, później będące wizytówką zespołu. Utwór En Esch sampluje ponadto krzyki z jednego z utworów zespołu heavymetalowego Slayer.

## Nowe wydanie
Wersja zremasterowana została wydana 12 września 2006 roku przez KMFDM, zawiera utwory ze wszystkich poprzednich wydawnictw albumu.

## Odbiór
Robert Christgau przy ocenie albumu pochwalił jego styl i stwierdził, że gościnni wokaliści dodają albumowi osobowości.

## Lista utworów
1. "Murder" - 3:26
2. "UAIOE" - 3:57
3. "Loving Can Be an Art" (Saturation Mix) - 4:13
4. "More & Faster 243" - 2:55
5. "Rip the System" (Duck & Cover Mix) - 3:20
6. "Thrash Up!" - 3:17
7. "En Esch" - 3:19
8. "Ganja Rock" - 5:05
9. "Thumb Thumb" - 3:55

Wydania od Cashbeat i Deutschland Strikeback
1. "More & Faster" - 3:30
2. "Rip the System" - 3:34
3. "Naff Off" - 4:16

Wydanie od Deutschland Strikeback
1. "Virus" - 5:40